# عقد 390
عقد 390 هو عقد امتد بين 1 يناير 390 و31 ديسمبر 399 بحسب التقويم الميلادي. سبقه عقد 380 ولحقه عقد 400.

## مواليد
- مارقيان (396)
- ثيودوريك الأول (393)
- ثيودوريطس (393)
- كلوديون (393)
- بلخريا (399)
- أفيتوس (395)

## وفيات
- فالنتينيان الثاني (392)
- يوحنا المصري (394)
- أميانوس مارسيليانوس (395)
- بريسكوس الإبيري (395)
- بهرام الرابع (399)
- أمبروز (397)
- ثيودوسيوس الأول (395)
- ديديموس الضرير (398)
- مقار السكندري (395)
- فابيولا (399)
- الإمبراطور نينتوكو (399)

## كتب
- Yves Denis Papin (1998). Chronologie de l'histoire ancienne. Lieu de publication non identifié: Éditions Jean-paul Gisserot. ISBN:2-87747-346-5. OCLC:40746926. مؤرشف من الأصل في 2022-03-16.
- موسوعة حضارة العالم (2002) لأحمد محمد عوف.

## روابط خارجية
- تصفح سنة بسنة عقد 390 على موقع onthisday.com
- تصفح سنة بسنة عقد 390 ابتداءً من سنة عقد 390 على موقع المكتبة الوطنية الفرنسية